# Chika Aoki
Pour les articles homonymes, voir Aoki.
Chika Aoki (青木千佳, Chika Aoki), née le 21 février 1990 dans la préfecture de Fukui, est une escrimeuse japonaise spécialiste du sabre. Elle participe aux Jeux olympiques d'été de 2016 (épreuve individuelle) et de 2020 (épreuve par équipes). Elle s'illustre principalement au niveau continental, avec notamment cinq médaille de bronze par équipes à son actif.

## Biographie

### Jeunesse
Aoki Chika naît et grandit à Minamiechizen dans la préfecture de Fukui. En élémentaire et en primaire, elle se tourne principalement vers le badminton et la natation. Elle étudie dans un premier temps à la Takefu Commercial High School, où elle commence à faire de l'escrime et plus précisément le fleuret. Elle obtient ensuite un diplôme de la faculté de commerce du Department of Business Administration, période à laquelle elle troque son fleuret pour un sabre. Elle intègre par la suite l'université Nihon, qui lui permet de se concilier carrière sportive et études supérieures.
Elle fait partie de l'équipe d'escrime de l'entreprise Nexus, dans la préfecture de Gunma, depuis 2006.

### Carrière
Aoki commence sa carrière lors de la saison 2010-2011. Cette première année se solde par une médaille de bronze par équipes aux championnats asiatiques aux côtés de Chizuru Oginezawa, Maho Hamada et Seira Yamamoto. Elle se fait toutefois plus discrète les années suivantes, remportant uniquement les championnats du Japon en 2012 et en 2013. Elle n'est pas qualifiée pour les championnats d'Asie et du monde en 2014. Elle est toutefois à nouveau remarquée en 2015 grâce à une médaille d'argent individuelle et une médaille de bronze par équipes aux championnats régionaux.
Ses résultats lors des saisons précédents et particulièrement en 2015-2016 lui permettent de se qualifier pour les épreuves individuelles des Jeux olympiques de Rio. Elle est toutefois éliminée au premier tour par Eileen Grench. Elle termine avant-dernière, c'est-à-dire à la 35e position, résultat qu'elle considère comme frustrant.
Elle rebondit toutefois et en 2017, elle remporte le bronze avec ses coéquipières pour les championnats d'Asie.[réf. nécessaire] L'équipe n'a cependant pas la même chance lors des championnats du monde. Elles sont éliminées en quarts de finale face à la Corée du Sud (45-32) et s'inclinent face à la France dans le match pour la troisième place (45-39), échappant alors de peu à remporter la première médaille japonaise en sabre.
Sans podium aux championnats d'Asie 2018, les Japonaises (Shihomi Fukushima, Risa Takashima et Norika Tamura (en)) parviennent tout de même à s'y frayer une place lors des Jeux asiatiques afin de décrocher le bronze. Il en va de même l'année suivante lors des championnats régionaux où Takashima est remplacée par Misaki Emura après avoir vaincu le Kazakhstan. Seule, Aoki se hisse sur la deuxième marche du podium aux championnats du Japon cette même année, cédant ainsi la première place à Emura (11-15).
Aoki est titulaire pour disputer les épreuves de sabre féminin par équipes aux Jeux olympiques d'été de 2020, à domicile. Les Japonaises perdent leur premier match face au Russes (34-45). L'équipe termine finalement à la cinquième position au classement général, après deux assauts de classement face aux Hongroises et aux Américaines. Dans l'évènement individuel, elle est également vaincue dès le premier tour par l'Ouzbek Zaynab Dayibekova (9-15).
Après ces olympiades, elle prend sa retraite en raison de son âge. Elle continue tout de même de fréquenter le milieu sportif, notamment en encourageant les plus jeunes à poursuivre dans cette voie. Elle exerce désormais comme fonctionnaire dans sa ville natale.

## Palmarès
- Épreuves de coupe du monde
  -  Médaille de bronze en individuel au Trophée BNP Paribas à Orléans sur la saison 2016-2017
- Championnats d'Asie
  -  Médaille d'argent en individuel aux championnats d'Asie 2015 à Singapour
  -  Médaille de bronze par équipes aux championnats d'Asie 2011 à Séoul
  -  Médaille de bronze par équipes aux championnats d'Asie 2015 à Singapour
  -  Médaille de bronze par équipes aux championnats d'Asie 2016 à Wuxi
  -  Médaille de bronze par équipes aux championnats d'Asie 2017 à Hong Kong
  -  Médaille de bronze par équipes aux championnats d'Asie 2019 à Tokyo
- Jeux asiatiques
  -  Médaille de bronze par équipes aux Jeux asiatiques de 2018 à Jakarta
- Championnats du Japon
  -  Médaille d'or en individuel aux championnats du Japon 2013
  -  Médaille d'or en individuel aux championnats du Japon 2014
  -  Médaille d'or en individuel aux championnats du Japon 2017
  -  Médaille d'argent en individuel aux championnats du Japon 2019
  -  Médaille d'argent en individuel aux championnats du Japon 2020

## Classement en fin de saison
| Année | 2011 | 2012 | 2013 | 2014 | 2015 | 2016 | 2017 | 2018 | 2019 | 2020 | 2021 |
| ----- | ---- | ---- | ---- | ---- | ---- | ---- | ---- | ---- | ---- | ---- | ---- |
| Rang  | 119  | 286  | 85   | 152  | 31   | 80   | 16   | 42   | 41   | 40   | 40   |